# Бъстър Краб
Кларънс Линден Краб II (на английски: Clarence Linden Crabbe II), известен още с професионалния си псевдоним Бъстър Краб (Buster Crabbe), е американски плувец и актьор. Участва в 2 летни олимпиади – през 1928 и 1932 г.

## Биография
Роден е на 7 февруари 1908 г. в Оукланд, Калифорния, но израства в Хонолулу, Хаваи. Учи в Южнокалифорнийския университет в Лос Анджелис.
Той е двукратен носител на олимпийски медал по плуване. Печели златен олимпийски медал през 1932 г. в състезанието по плуване на 400 метра свободен стил. След това поставя началото на кариерата му на киноекрана и по-късно в телевизията. Участва в популярни игрални филми и филмови сериали между 1933 и 1950-те г., превъплъщавайки се в най-добрите герои от комиксите от 1930-те: Тарзан, Флаш Гордън и Бък Роджърс.
Умира от сърдечен удар на 75 години.